# Hitomi Obara
Hitomi Obara (n. 4 ianuarie 1981, Hachinohe, Japonia – d. 18 iulie 2025) a fost o luptătoare ce a reprezentat Japonia, medaliată olimpică. A participat la o ediție a Jocurilor Olimpice (2012) în care a câștigat o medalie de aur.